# Arde, amor
Arde, amor és una pel·lícula espanyola dirigida per Raúl Veiga l'any 1999. S'ha estrenat una versió en gallec.

## Argument
Una parella, Lucio i Rosa, posen fi a les seves vides com a conseqüència d'un pacte de mort, sense que Ranxel (chete Lera), amic de Lucio, pugui evitar-ho. La tragèdia commociona a Luis (sergi López) i Modia (Rosana Pastor), anteriors amants de Rosa i Lucio. Després de llarg temps sense veure's, Luis busca a Modia perquè l'ajudi a entendre les raons del tràgic final i descobreix que Ranxel havia acompanyat els morts en els seus últims dies. A partir d'aquest punt, la recerca d'una explicació per a la mort de la parella dona pas al procés a través del qual Luis i Modia intenten redescobrir la possibilitat de viure i estimar davant un Ranxel que es mostra cada vegada més inquietant.

## Repartiment
- Sergi López	: 	Luis
- Rosana Pastor	: 	Modia
- Chete Lera	: 	Ranxel
- María Bouzas	: 	Rosa
- Miguel Pernas	: 	Lucio
- Mariana Fernández
- Paco Lodeiro	: 	Camarero
- Álvaro Pita
- Pedro Salgado
- Rubén Tosar
- Isabel Vallejo
- Manuela Varela

## Recepció
Rosana Pastor va guanyar una menció a la millor actriu a la XX edició de la Mostra de València.